# Kamilo Prašnikar
Kamilo Prašnikar (tudi Camillo Praschniker), slovenski arheolog in akademik,  * 13. oktober 1884, Dunaj, Avstro-Ogrska, † 1. oktober 1949, Dunaj, Avstrija.
Kamilo Prašnikar sin slovenskega inženirja A. Prašnikarja je bil znan arheolog, dunajski univerzitetni profesor ter član Akademije znanosti na Dunaju. Mati mu je bila Terezija (rojena Šporn). Prašnikar je med drugim vodil arheološka izkopavanja na najdiščih v Albaniji, Črni gori pozneje pa tudi v Anatoliji in na Gosposvetskem polju.